# Голубєв Георгій Гордійович
Георгій Гордійович Голубєв (рос. Георгий Гордеевич Голубев; 7 квітня 1919, Жгутово — 12 квітня 2005) — радянський військовий льотчик, Герой Радянського Союзу (1945), в роки німецько-радянської війни командир ланки 16-го гвардійського винищувального авіаційного полку 9-ї гвардійської винищувальної авіаційної дивізії 6-го гвардійського винищувального авіаційного корпусу 2-ї повітряної армії 1-го Українського фронту, гвардії старший лейтенант, літав відомим у прославлених льотчиків О. І. Покришкіна та О. Ф. Клубова

## Біографія
Народився 7 квітня 1919 року в селі Жгутовому (тепер Назаровского району Красноярського краю) в селянській родині. Росіянин. Закінчив 9 класів.
У 1940 році призваний до лав Червоної Армії. У 1941 році закінчив Ульянівську військову авіаційну школу льотчиків. Служив інструктором у Цноріс-Цхалінській льотній школі.
На фронтах радянсько-німецької війни з вересня 1942 року. Свої перші бойові вильоти, головним чином на штурмовку, Георгій Голубєв зробив на І-16 у складі 40-го винищувального авіаційного полку. Потім, до травня 1943 року, служив у 84 «А» полку. З 1 червня 1943 року бився у складі 16-го Гвардійського винищувального авіаційного полку на «Аерокобрах». Незабаром здобув першу перемогу, збивши винищувач Ме-109, а через кілька днів О. Покришкін, який провів з молодими льотчиками цілий курс теоретичних і практичних занять, запропонував йому літати разом.
До лютого 1945 року здійснив 252 вдалих бойових вильотів, у 56 повітряних боях особисто збив 12 літаків ворога. Незмінний, з 1943 року, ведений О. І. Покришкіна. Здійснив з ним більше 100 бойових вильотів. Забезпечив «збиття» О. І. Покришкіним 25 літаків противника. Всього під час війни виконав 308 бойових вильотів на І-16 і «Аерокобрах», у 70 повітряних боях особисто збив 15 літаків противника, «забезпечив збиття» 35 ворожих машин.
Указом Президії Верховної Ради СРСР від 27 червня 1945 року за зразкове виконання бойових завдань командування і проявлені при цьому геройство і мужність гвардії старшому лейтенантові Георгію Гордійовичу Голубєву присвоєно звання Героя Радянського Союзу з врученням ордена Леніна і медалі «Золота Зірка» (№ 7622).
У 1952 році закінчив Військово-повітряну академію. Літав на реактивних бойових літаках. З листопада 1956 року командував 23-м винищувальним авіаційним полком, потім командував авіаційною дивізією. З 1977 року полковник Г. Г. Голубєв — в запасі. Автор книг: "В паре с «Сотым», «Друзья мои лётчики».

Могила Георгія Голубєва

Жив у Києві. Помер на 87-му році життя 12 квітня 2005 року. Похований разом з дружиною у Києві на Байковому кладовищі (ділянка № 49а, 50°24′59.90″ пн. ш. 30°30′6.20″ сх. д. / 50.4166389° пн. ш. 30.5017222° сх. д.).

## Нагороди, звання
Військові звання:
- 1940 рік — сержант;
- старший сержант;
- 26 липня 1943 рік — молодший лейтенант;
- 28 грудня 1943 рік — лейтенант;
- 30 грудня 1944 рік — старший лейтенант;
- листопад 1947 рік — капітан;
- жовтень 1951 рік — майор;
- підполковник;
- полковник.

Нагороджений орденом Леніна, двома орденами Червоного Прапора, двома орденами Вітчизняної війни 1-го ступеня, орденом Вітчизняної війни 2-го ступеня, трьома орденами Червоної Зірки, орденом «За службу Батьківщині у ЗС СРСР» 3-го ступеня, медалями.
Почесний громадянин міста Василькова Київської області.